# 下参謀
下参謀（しもさんぼう）は、明治維新の戊辰戦争の際に東北地方（奥羽）を従えるための奥羽鎮撫総督府（おううちんぶそうとくふ）に置かれた役職。総督の下に副総督・参謀と共に置かれ、このうち総督・副総督・参謀には公家が任命され、下参謀には武家の代表者が任命された。公家の総督・副総督・参謀はいわば“お飾り”に過ぎず、総督府の実権は武家である2人の下参謀（薩摩藩・長州藩出身）が握った。
当初、薩長下参謀には、薩摩藩の黒田清隆（のちの第2代内閣総理大臣）と長州藩の品川弥二郎（のちの内務大臣）が就くはずだった。しかし、黒田と品川は下参謀への就任を辞退し、黒田・品川のそれぞれの先輩に当たる、薩摩の大山綱良（のちの鹿児島県令）と長州の世良修蔵（第二奇兵隊軍監）が下参謀に就任した。